# Jihočeský krajský přebor 1972/1973
V soubojích fotbalového Jihočeského krajského přeboru 1972/73 se utkalo 14 týmů dvoukolovým systémem podzim - jaro. Tento ročník skončil v červnu 1973. 

## Výsledná tabulka
Zdroj: 
| Poř. | Tým                           | Z  | V  | R  | P  | VG | OG | B  |
| ---- | ----------------------------- | -- | -- | -- | -- | -- | -- | -- |
| 1.   | TJ ZVVZ Milevsko              | 26 | 19 | 5  | 2  | 62 | 22 | 43 |
| 2.   | TJ Spartak Písek              | 26 | 12 | 10 | 4  | 38 | 21 | 34 |
| 3.   | TJ IGLA České Budějovice      | 26 | 13 | 4  | 9  | 48 | 26 | 30 |
| 4.   | TJ Spartak MAS Sezimovo Ústí  | 26 | 14 | 2  | 10 | 44 | 31 | 30 |
| 5.   | TJ Fezko Strakonice           | 26 | 14 | 2  | 10 | 44 | 43 | 30 |
| 6.   | TJ Jiskra Třeboň              | 26 | 10 | 6  | 10 | 28 | 34 | 26 |
| 7.   | TJ Šumavan Vimperk            | 26 | 7  | 10 | 9  | 26 | 30 | 24 |
| 8.   | TJ Dynamo Vodňany             | 26 | 8  | 7  | 11 | 51 | 58 | 23 |
| 9.   | TJ Jitona Lišov               | 26 | 9  | 4  | 13 | 38 | 41 | 22 |
| 10.  | VTJ Dukla České Budějovice    | 26 | 6  | 10 | 10 | 24 | 30 | 22 |
| 11.  | TJ RH Volary                  | 26 | 9  | 3  | 14 | 31 | 45 | 21 |
| 12.  | TJ Jiskra Humpolec            | 26 | 8  | 5  | 13 | 39 | 56 | 21 |
| 13.  | TJ RH České Budějovice        | 26 | 8  | 4  | 14 | 31 | 49 | 20 |
| 14.  | TJ Tatran Hluboká nad Vltavou | 26 | 5  | 8  | 13 | 22 | 40 | 18 |

Poznámky:
- Z = Odehrané zápasy; V = Vítězství; R = Remízy; P = Prohry; VG = Vstřelené góly; OG = Obdržené góly; B = Body

|  | Postup do Divize A 1973/74             |
|  | Sestup do příslušné I. A třídy 1973/74 |